# 小行星5207
小行星5207（5207 Hearnshaw）是一颗围绕太阳公转的小行星。1988年4月15日，艾倫·C·吉爾摩、潘蜜拉·M·基爾馬汀在蒂卡普湖发现了此天体。
这颗小行星的绝对星等为346.4022182259303等。